# Teucholabis (Euparatropesa) amatrix
Teucholabis (Euparatropesa) amatrix is een tweevleugelige uit de familie steltmuggen (Limoniidae). De soort komt voor in het Neotropisch gebied.